# Vojkovići (Tomislavgrad, BiH)
Vojkovići je naseljeno mjesto u općini Tomislavgrad, Federacija Bosne i Hercegovine, BiH.

## Stanovništvo

### 1991.
Nacionalni sastav stanovništva 1991. godine, bio je sljedeći:
ukupno: 337
- Hrvati – 337 (100 %)

### 2013.
Nacionalni sastav stanovništva 2013. godine, bio je sljedeći:
ukupno: 288
- Hrvati – 288 (100 %)